# Elmsford
Elmsford és una població dels Estats Units a l'estat de Nova York. Segons el cens del 2000 tenia 4.676 habitants.

## Demografia
Segons el cens del 2000, Elmsford tenia 4.676 habitants, 1.674 habitatges, i 1.156 famílies. La densitat de població era de 1.641,3 habitants/km².
Dels 1.674 habitatges en un 30,4% hi vivien nens de menys de 18 anys, en un 51,1% hi vivien parelles casades, en un 12,1% dones solteres, i en un 30,9% no eren unitats familiars. En el 23,4% dels habitatges hi vivien persones soles el 5,7% de les quals corresponia a persones de 65 anys o més que vivien soles. El nombre mitjà de persones vivint en cada habitatge era de 2,79 i el nombre mitjà de persones que vivien en cada família era de 3,28.
Per edats la població es repartia de la següent manera: un 22,1% tenia menys de 18 anys, un 8,7% entre 18 i 24, un 38,8% entre 25 i 44, un 19,3% de 45 a 60 i un 11% 65 anys o més.
L'edat mediana era de 34 anys. Per cada 100 dones de 18 o més anys hi havia 101,8 homes.
La renda mediana per habitatge era de 61.685 $ i la renda mediana per família de 71.630 $. Els homes tenien una renda mediana de 42.500 $ mentre que les dones 38.583 $. La renda per capita de la població era de 28.791 $. Entorn del 6,7% de les famílies i el 9,3% de la població estaven per davall del llindar de pobresa.